# L&YR Bogie Covered Goods 45
Der gedeckte Güterwagen mit Drehgestellen (im Englischen mit Bogie Covered Goods bezeichnet) nach Musterblatt 45 der britischen Lancashire and Yorkshire Railway (L&YR) entstand 1902 in den eigenen Werkstätten der Eisenbahngesellschaft in Newton Heath.

## Geschichte
Diese ersten gedeckten Drehgestellwagen entstanden nach einem Besuch des Führungspersonals der L&YR in den Vereinigten Staaten und erinnern daher ein wenig an die in den USA schon länger verbreiteten Boxcars. Es waren zudem zusammen mit den offenen Drehgestellwagen nach Musterblatt 45 die ersten Güterwagen, die komplett grau lackiert waren. Zuvor waren Güterwagen bei der L&YR aus unlackiertem Holz mit schwarzen Beschlägen. Außerdem waren die beiden Baureihen nach den 1901 gebauten Drehgestell-Kohlenwagen nach Musterblatt 42 die einzigen Güterwagen, die mit den sehr großen fast 69 cm hohen Initialen „L & Y“ gekennzeichnet wurden. Das „&“ wurde danach wieder weggelassen und die Initialen nur noch 46 cm hoch abgebildet.
Wie lange diese Wagen im Einsatz waren, ist nicht genau bekannt.